# Ella Riemersma
Ella (Eelkje) Riemersma (* 27. Juni 1903 in Dordrecht; † 1993 in Wien) war eine niederländische Grafikerin und Illustratorin. Sie veröffentlichte auch unter den Initialen: E.R. und Ella R.

## Leben
Ihr Vater, Peter Riemersma, arbeitete als Anwalt. Die Familie zog 1901 von Leeuwarden nach Dordrecht, wo Ella geboren wurde. Später zog die Familie nach Amsterdam und 1932 nach Den Haag. Zu ihrer Ausbildung ist nichts bekannt. 1924 war sie Mitglied der Maler-Gesellschaft Pictura in Dordrecht. Nach 1945 lebte sie zusammen mit ihrem Mann Jan Anne Bordes in Hilversum. Nach dem Tod ihres Mannes im Jahr 1948 ging sie nach Wien, wo sie im Jahr 1993 in völliger Anonymität verstarb.

## Werk
Ella Riemersma, Künstlerin des Art déco, illustrierte Bücher und fertigte Modezeichnungen für die Zeitschriften De Groene Amsterdammer en De Vrouw en haar Huis. Sie gestaltete eine Reihe von  Bucheinbänden und Illustrationen für folgenden Verlage: H.W. Becht, Jacob van Campen, P.N. van Kampen, J. M. Meulenhoff, NV. Ontwikkeling, E. M. Querido, Van Holkema in Warendorf, L. J. Veen, Elsevier in Amsterdam, Hollandia-drukkerij in Baarn, P. van Belkum Az in Zutphen, G. B. van Goor, Philip Kruseman in Den Haag, W. de Haan, A. W. Bruna & Zoon in Utrecht, Kluitman in Alkmaar, J. H. Kok in Kampen und P. Valkhoff in Amersfoort. Sie illustrierte zahlreiche Bücher für Kinder.
Sie bearbeitete auch Werbeaufträge für die „Gemeentelijk Electriciteitsbedrijf“ in Amsterdam und die „Cacaofabriek Driessen“. Für „Weenenk & Snel“ entwarf sie mehrere Serien von Post- und Glückwunschkarten. Für das typografische Magazin „Het Tarief“ entwarf sie Jahr 1925 die Cover-Illustration.

## Ausstellungen
- 21. Januar – 21. April 2011 in der Zentralbibliothek Dordrecht.